# Renaissance culturelle polynésienne

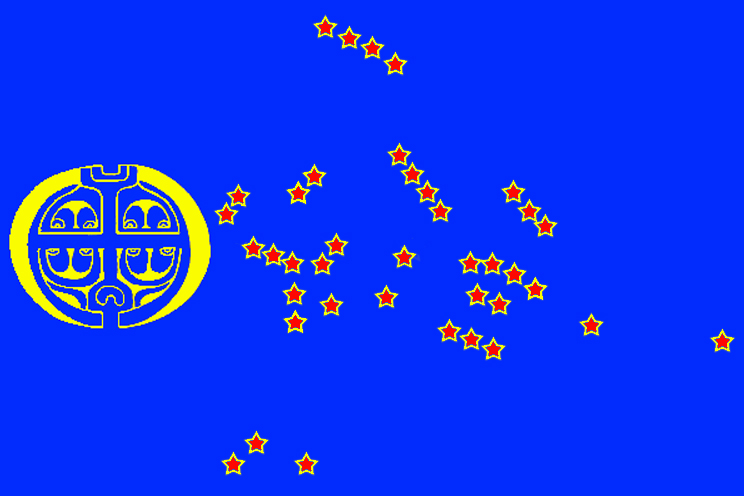
Drapeau des Polynésiens créé par Herb Kawainui Kāne : la figure à gauche représente la mythique Hawaiki, les étoiles figurent les principales îles réelles.

La renaissance culturelle polynésienne est le processus par lequel les populations locales de Polynésie ayant des ancêtres indigènes, qui ont d'abord été acculturées pendant la mondialisation des XVIIe – XXe siècles, perdant ainsi une grande partie de leurs traditions sociales, culturelles et religieuses, se sont mises, à partir du milieu du XXe siècle, à les rechercher pour se les réapproprier, dans les récits des anciens, mais aussi au besoin dans ceux des navigateurs européens ou dans les livres des archéologues et des ethnologues. Par exemple, l’art du tatouage traditionnel, « barbare » pour les Européens, a disparu pendant plus de 150 ans mais fut redécouvert au cours des années 1980 dans toute sa subtilité et sa complexité, grâce aux notes et aux croquis du missionnaire allemand Karl von den Steinen qui avait dessiné fidèlement plus de 400 tatouages polynésiens.
Cette renaissance concerne les arts, les langues, la littérature orale, la spiritualité (notamment autour des marae et des nécropoles mais sans remettre en question la christianisation), l'utilisation de l'espace, l'architecture traditionnelle, les traditions populaires, la cuisine et l'alimentation, les activités sportives, la navigation et, dans les territoires monarchiques, le rôle politique de l'aristocratie locale. Du point de vue économique, la renaissance culturelle polynésienne est aussi un facteur de développement touristique et de recherche d'un mode de vie durable.

## Par pays

### Chili, Rapa Nui (île de Pâques)

Drapeau de Rapa Nui.

Sur l'île chilienne de Pâques, les Rapa Nui sont les autochtones polynésiens. Leur culture polynésienne est la plus orientale de toute la Polynésie. Les rongorongo des Rapa Nui sont un système de signes dont le déchiffrement est un processus inachevé : il n'est pas encore clair si c'est une forme d'écriture ou une autre forme d'expression culturelle. Leurs tiki sont les plus grands de toute l'Océanie : ce sont des géants appelés moaï qui leur permettent aujourd'hui de vivre du tourisme qu'ils génèrent, ce qui est symboliquement interprété, pour ces ancêtres mythiques, comme une « manière bienveillante de veiller sur leurs descendants ».
Jacob Roggeveen est le premier Européen à enregistrer un contact avec les Rapa Nui le 5 avril 1722 (dimanche de Pâques). Il reste sur l'île environ une semaine. Felipe González de Ahedo aborde en 1770 et revendique l'île pour l'Espagne : de nos jours Rapa Nui est la seule terre polynésienne rattachée à un pays sud-américain. James Cook et Jean-François de La Pérouse, abordent aussi l'île pendant quelques jours en 1774 et 1786 respectivement. Les contacts ultérieurs entre les Rapa Nui et les Européens ou les Sud-Américains sont dramatiques. La première population austronésienne, les Haumaka ou Matamua, est quasiment exterminée en 1862, lorsqu’une flotte péruvienne d’esclavagistes accoste dans l’île. Après avoir attiré les insulaires — grands amateurs de musique — en jouant de l’accordéon, ils en capturent environ 1 500 pour les mettre au travail forcé d’extraction du guano sur les îles Chincha. Les rares survivants sont évacués sur le continent lorsque l’Espagne, qui n’a pas encore reconnu l’indépendance du Pérou en 1864, occupe les îles Chincha le 14 avril 1864, au début de la guerre hispano-sud-américaine (1864-1866). De là, ils sont rapatriés grâce aux pressions des missionnaires et du consul de France à Lima, mais au retour ils propagent une épidémie de variole, manquant de peu d’exterminer le reste de la population.
À partir de 1864, les colons français installés dans l’île de Pâques, comme Jean-Baptiste Dutrou-Bornier, commencent à faire venir de Rapa, dans l’archipel des Australes en Polynésie française, des ouvriers agricoles pour travailler dans les plantations et les élevages. Ils s'y livrent à des maltraitances et des viols. Simultanément, des missionnaires français comme Eugène Eyraud achevent d'acculturer les Rapa Nui en faisant disparaître leurs cultes propres : ceux de Hotu Matu'a, premier découvreur légendaire et ariki mau (« chef suprême » ou « roi »), celui du Tangata manu (« homme-oiseau ») et celui de Make-make.

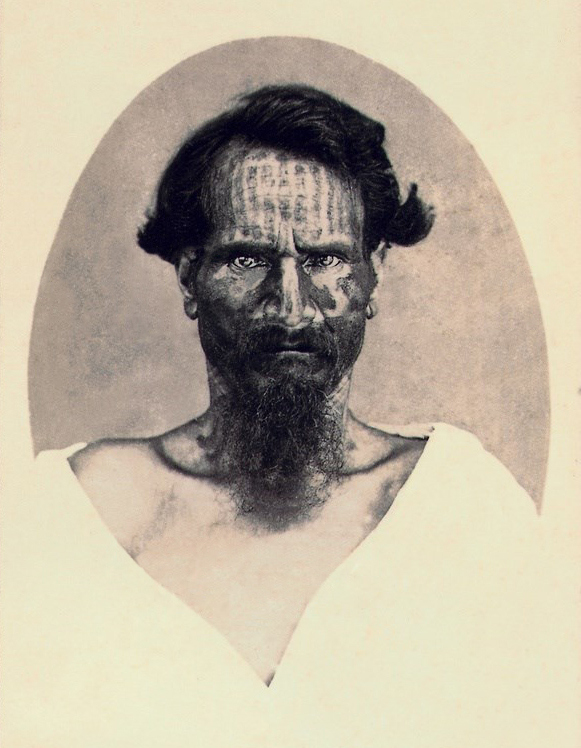
Tepano, Rapanui photographié en 1870.

Dans les années 1870, il n’y a plus que cent onze survivants Rapa Nui, issus de trente-six familles, en majorité amenées de Rapa Iti par les planteurs. La tragédie des Rapa Nui continue quand les autorités chiliennes annexent l’île en 1888 : elles la louent à des planteurs et éleveurs de moutons anglais, confinant les « indigènes » dans le village d’Hanga Roa, cerné de barbelés. Ce n’est qu’à la fin du XXe siècle que les barbelés sont enlevés et que les Rapa Nui deviennent des citoyens chiliens de plein droit, libres de circuler dans leur île et d’y exploiter ou louer eux-mêmes leurs propriétés.
Actuellement les Rapa Nui parlent davantage l'espagnol que la langue traditionnelle Rapa Nui également connue sous le nom de Pascuan, écrite en alphabet latin. Le Rapa Nui est une langue minoritaire, d'autant que l'espagnol est la langue de l'éducation et de l'administration.
La renaissance culturelle Rapa Nui commence dans les dernières décennies du XXe siècle et se poursuit au XXIe siècle avec, entre autres manifestations, la « semaine autochtone de Pâques » qui se démarque des « arts touristiques » et promeut la fraternisation entre indigènes et continentaux. Matato'a, l'un des groupes musicaux de l'île, restitue les styles de danse et de musique traditionnels. Les militants de l'autodétermination vont plus loin et revendiquent l'autonomie leur île. Les manifestations en 2010 et 2011 des Rapa Nui, s'opposant à la création sur l'île de Pâques d'un parc marin et d'une réserve qui les aurait privés de leurs usages traditionnels, sont réprimées par la police chilienne, mais désormais la question de la légitimité de la gouvernance chilienne depuis Santiago et Valparaíso est posée,.
Les Rapa Nui se réfèrent à leur patrimoine monumental et à l'archéologie, notamment aux 887 moaï taillés dans la roche entre 1250 et 1500 de notre ère et transportés dans toute l'île, par exemple sur l'ahu Tongariki et l'ahu Vinapu restaurés pour se réapproprier leur histoire, largement instrumentalisée par des Européens et des Nord-Américains comme Kevin Reynolds qui, dans son film Rapa Nui sorti en 1994, intègre dans son scénario à la fois le mythe de la « guerre civile entre les dominants longues-oreilles et les dominés courtes-oreilles », se concluant par le cannibalisme, tiré des récits de Thor Heyerdahl et de Jean-Hervé Daude, et celui de l'« écocide de leur île par les autochtones », avant l'arrivée des planteurs et des éleveurs de moutons européens, tiré du livre de Jared Diamond Collapse de 2005. Ils revendiquent aussi le retour sur l'île des moaï emmenés en Europe, comme Hoa Hakananai'a d’Orongo (« l'ami dérobé » en Rapa Nui) exposé au British Museum, ou encore Ansosis exposé au musée du Louvre.

### États-Unis, Hawaï

Drapeau des Kānaka maoli d'Hawaï.

Aux États-Unis, dans l'archipel hawaïen, les racines de la renaissance culturelle des autochtones kānaka maoli remontent au roi Kamehameha V dont l'intention était de former une identité nationale hawaïenne sur le modèle japonais Meiji c'est-à-dire en prenant aux britanniques et aux États-Unis leurs technologies, mais non leur civilisation, et surtout en évitant de devenir une colonie. Faute de cohésion interne, la monarchie hawaïenne ne réussit finalement pas à concrétiser ce projet et fut renversée par les colons et les missionnaires britanniques et américains (les haolés) qu'elle avait laissé s'établir nombreux dans l'archipel : rétrospectivement, on a appelé ce siècle monarchique (1795–1893) « première renaissance culturelle hawaïenne ». Le palais ʻIolani est un témoignage et un héritage de cette période.

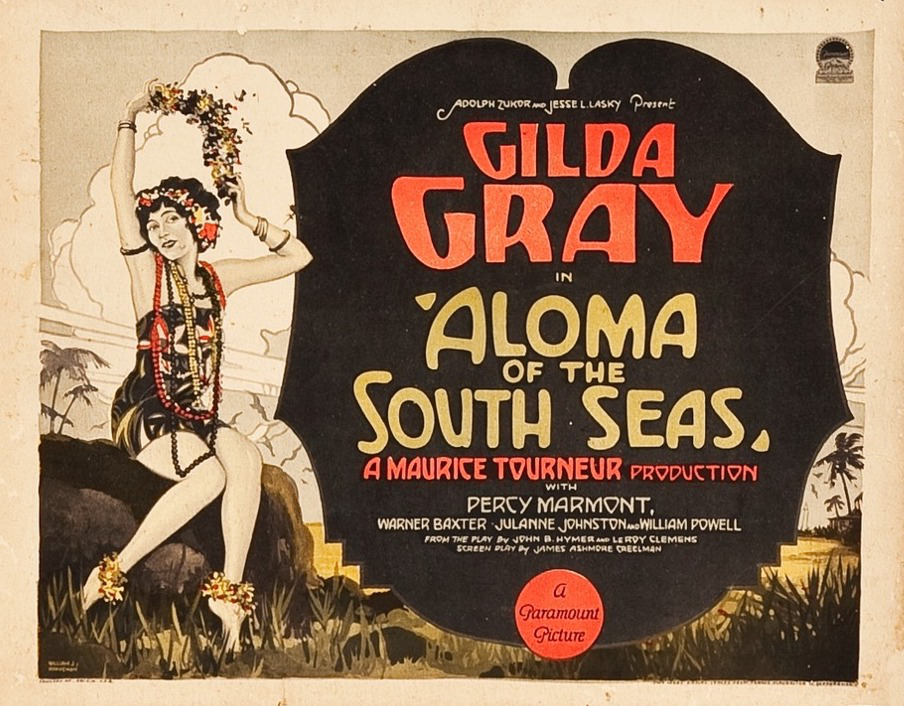
Affiche du film de 1926 Aloma of the South Seas (« Aloma des Mers du Sud ») qui reflète une vision européenne, coloniale et machiste de l'Océanie, que la renaissance culturelle des autochtones vise à dépasser.

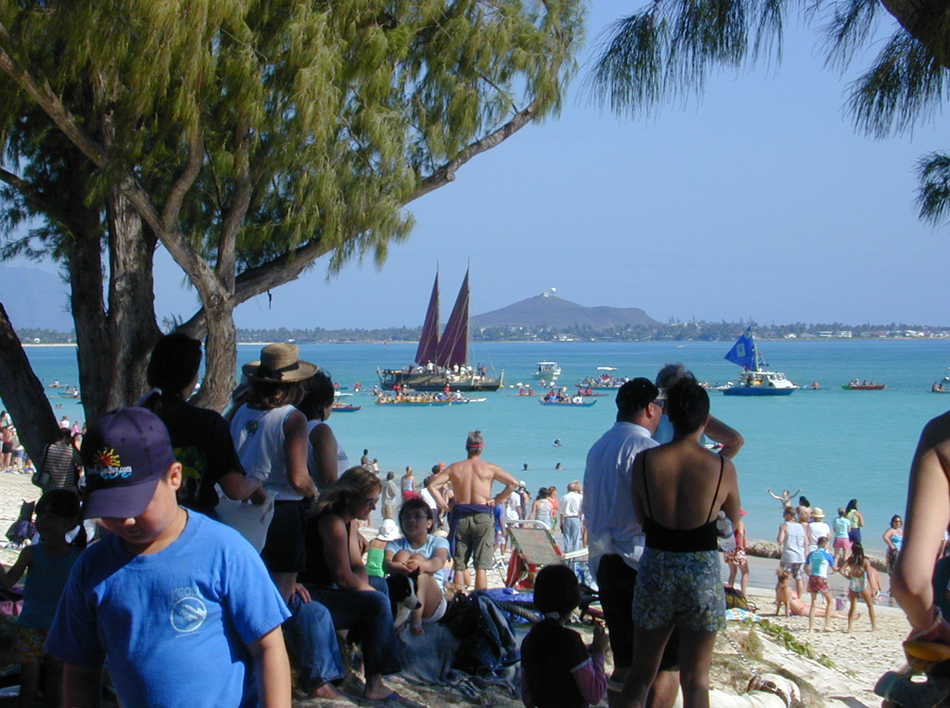
Le Hokulea et des pirogues à balancier à Kailua, 2005.

À la fin des années 1960 et du début des années 1970, la « seconde renaissance culturelle hawaïenne » démarre sur la vague de contestation de la culture dominante wasp et la réhabilitation, aux États-Unis, des cultures non-européennes dont profite aussi la renaissance amérindienne. La « seconde renaissance culturelle hawaïenne » est principalement connue grâce à des musiciens et musicologues indigènes comme Gabby Pahinui, Dennis Pavao, Ledward Kaʻapana ou Nedward Kaʻapana. Le groupe musical Olomana a aussi contribué à la musique de cette période avec des chansons comme O Malia et Mele O Kahoolawe.
Après des décennies de stéréotypes négatifs (au milieu du XXe siècle certains wasps se permettaient encore de qualifier les Hawaïens de « macaques ») et de « tourisme à hula-ukulélé » (par lequel Hawaï, comme le reste de la Polynésie, était caricaturée) l'essai On Being Hawaiian de l'écrivain John Dominis Holt,, inaugure en 1964 la résurgence d'une dignité de la culture traditionnelle dite kahiko halau (terme que l'on peut approximativement rendre par « conservatoire de chants anciens »). Cette même année 1964, Helen Hale fonde le Merrie Monarch Festival, résurgence de la pratique du hula ancien dansé avant 1893. L'époque connaît un regain d'intérêt pour l'agriculture traditionnelle, la gastronomie, la reconstruction des navires polynésiens transocéaniques comme le Hōkūleʻa, la langue hawaïenne, le pidgin hawaïen, l'artisanat traditionnel hawaïen, les études hawaïennes et d'intenses luttes juridiques et médiatiques pour la récupération de terres spoliées par les haolés dans les vallées de Kalama, Kahoʻolawe et Waiāhole/Waikāne, et la reprise des pratiques agricoles traditionnelles telles que l'agriculture loʻi kalo du taro ou la sylviculture mālama ʻāina (foresterie durable et restauration des sols).

### Nouvelle-Zélande

Drapeau tino rangatiratanga des Māori de Nouvelle-Zélande, créé par Harold Thomas.

Sur les deux îles principales de la Nouvelle-Zélande, en dépit d’un grand nombre de mariages mixtes entre les populations māories et européennes, le déclin annoncé de la civilisation māorie de Nouvelle-Zélande (en māori Aotearoa : le « long nuage blanc ») n’a pas eu lieu : tout en s'intégrant dans la société néo-zélandaise, beaucoup de Māoris, tel Te Rangi Hiroa, ont conservé leur identité linguistique et culturelle : ainsi, alors que le gouvernement néo-zélandais avait exempté les Māoris de la conscription militaire qui s’appliquait aux autres citoyens durant la Seconde Guerre mondiale, un grand nombre de volontaires māoris s’engagèrent pour former le 28e bataillon ou « bataillon Māori » qui s'illustra en Crète, en Afrique du Nord et en Italie. En tout, 17 000 Māoris prirent part à la guerre. Dans les années 1960, les Māoris obtiennent du gouvernement travailliste la reconnaissance de leur autonomie politique ainsi que des restitutions et des indemnisations, quoique encore limitées, pour la confiscation de leurs territoires, la déportation de certaines tribus et la violation de leurs droits de propriété.

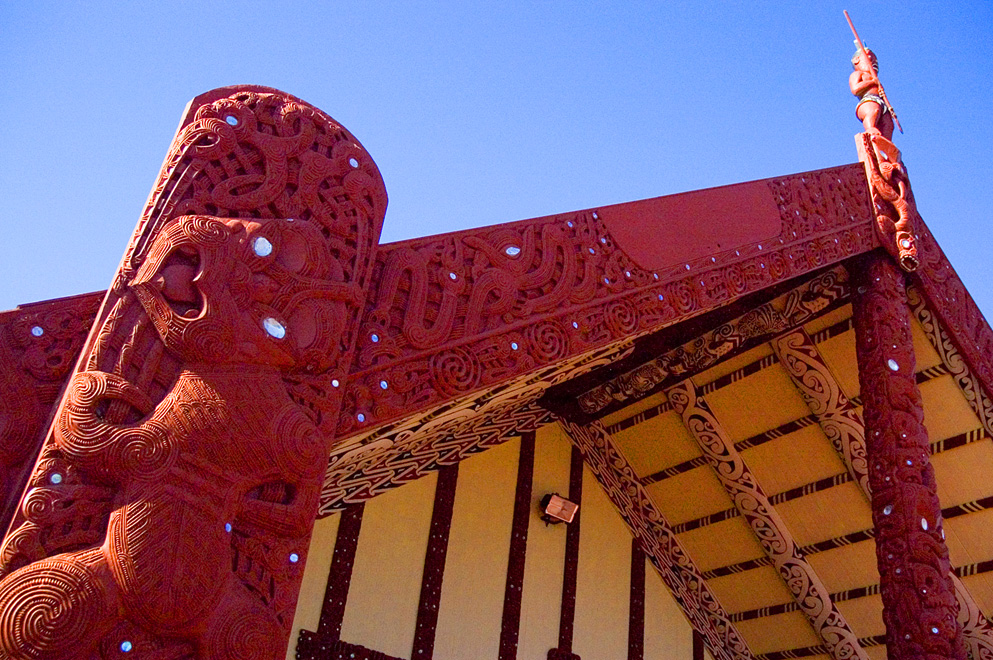
Une wharenui (maison commune, salle de réunion et de banquets) à Ōhinemutu, village māori proche de Rotorua.

Le dernier conflit majeur concerne le littoral avec le développement des établissements balnéaires, de l'aquaculture et des forages pétroliers offshore qui ont réduit leur espace maritime : en 2003, ils exigent d'être systématiquement consultés sur ces projets et de recevoir des dividendes quand ils se concrétisent. L'affaire, instrumentalisée par le parti conservateur, fait craindre aux Néo-Zélandais non-māoris qu'on leur interdise le libre accès aux plages. Des années de controverses s'ensuivent, y compris au sein de la société māorie.

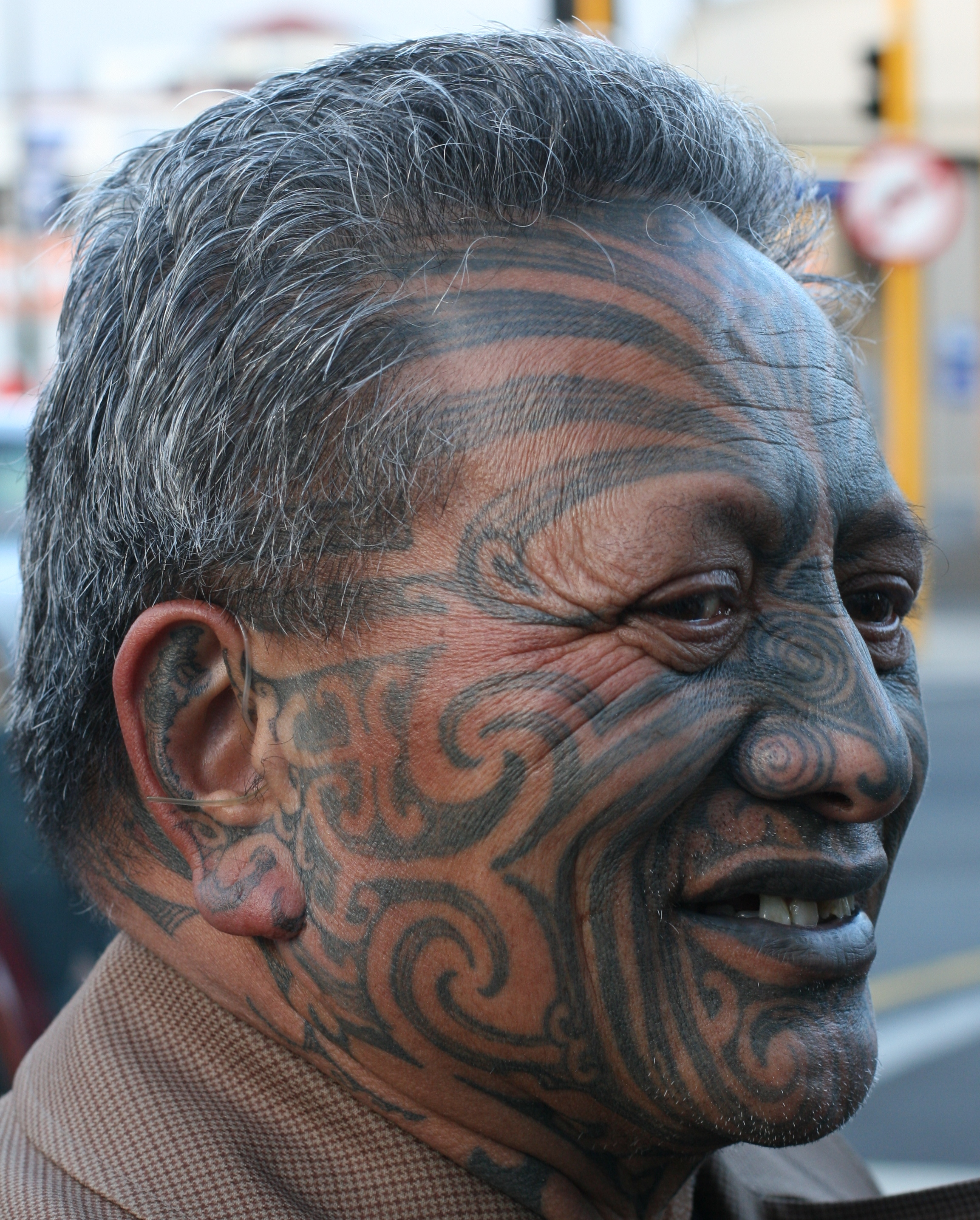
, militant maori néozélandais, portant un tatouage traditionnel (2009).

La création, en 2004, du Parti māori en découle. L'un de ses dirigeants, Pita Sharples (en) fut également ministre des Affaires maories : il estime que les conquêtes des premières années du XXe siècle sont autant de raisons d'espérer. « Nous avons créé des écoles en langue māorie et obtenu que la Nouvelle-Zélande signe enfin en 2010 la déclaration de l'ONU sur les droits des peuples autochtones, ce qui aura des répercussions profondes sur la nouvelle Constitution ». Ces succès politiques n'incitent pas tous les Māoris au même engouement pour le retour à une culture ancestrale idéalisée. C'est le cas notamment, de l'écrivain Alan Duff, auteur de L'Âme des guerriers, roman culte sur la déchéance māorie, qui connaît un grand succès à sa parution en 1990 et est adapté au cinéma quatre ans plus tard par Lee Tamahori. Alan Duff décrit une autre réalité, celle des Māoris acculturés des banlieues d'Auckland, en proie au chômage, à l'alcool et à la violence conjugale. Un autre film plusieurs fois primé a été réalisé par Niki Caro en 2002, d'après un roman de Witi Ihimaera s'intitulant Paï (titre original : Whale rider).

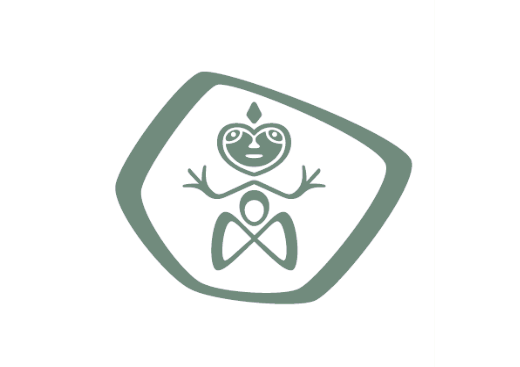
Drapeau ethnique des Moriori de l'îles Chatham, par l'ONG Hokotehi Moriori Trust inspiré d'un rākau momori.

En 2011, le musée du quai Branly de Paris consacre à l'art māori une exposition de plus de 250 pièces, principalement des objets rituels transmis de génération en génération, dédiée aux valeurs qu'ils revêtent et expliquant l'association entre tradition et modernité.
Sur les îles Chatham, Tame Horomona Rehe (1884-1933), marchand et fermier, était officiellement dernier Moriori non-métissé. Sa mort amène les Néo-Zélandais à considérer les Morioris comme un « peuple éteint ». Mais en 1980, l'historien Michael King s'intéresse aux Morioris et participe à la préparation d'un documentaire qui met fin aux trois mythes les concernant : celui selon lequel ils seraient venus de Polynésie centrale séparément des Maoris, celui selon lequel ils auraient vécu en Nouvelle-Zélande avant les Maoris, et celui selon lequel Tame Horomona Rehe aurait été le dernier des Morioris, soi-disant disparus. En 1989, King publie Moriori: A People Rediscovered (Moriori : un peuple redécouvert) et en 2000, le documentaire The feathers of peace (Les plumes de la paix), de Barry Barclay, présente à nouveau les Morioris à leurs concitoyens néo-zélandais, tandis qu'une version mise à jour du livre de King est rééditée la même année. Les activités de King encouragent le renouveau identitaire des Morioris, qui s'intéressent à leur passé et se réapproprient notamment l'usage de plumes d'albatros, jadis employés comme symboles de paix par leurs ancêtres.
En 1994, les Morioris déposent un recours auprès du tribunal de Waitangi, demandant que leur soit reconnu le statut de rangata hunu (peuple autochtone), et demandant compensation pour les torts matériels et culturels qu'ils avaient subis. En 2001, le tribunal leur donne raison. En 1998, ils obtiennent le contrôle d'une partie des ressources marines des eaux des îles Chatham.
En 1997, est entreprise sur Rēkohu la construction de te Kopinga, marae en forme d'albatros, symbole de la renaissance culturelle des Morioris. En 2001, ils établissent une compilation de mots de la langue moriori, jusque-là orale et, de plus, abandonnée au profit de l'anglais. La même année est fondé l'ONG Hokotehi Moriori Trust visant à :
- œuvrer pour un renouveau de la langue et des coutumes moriori,
- obtenir compensation pour les torts du passé,
- travailler à l'avenir économique des Morioris, et
- promouvoir la paix et la non-violence parmi les spécificités de la culture moriori[30].

### Polynésie française

Drapeau de la Polynésie française suivi de ceux (de haut en bas) des archipels des Marquises, de la Société (avec les Îles Sous-le-Vent), des Tuamotu, des Gambier et des Australes.

En Polynésie française, l’urbanisation du territoire et l'internationalisation de l'économie et de la société suscitent en retour le développement d’un retour aux sources insulaires autour de figures comme Henri Hiro ou Duro Raapoto qui promeuvent le renouveau culturel, mettant en avant des modes de vie considérés comme traditionnels et présentés comme foncièrement ruraux ainsi que des manifestations culturelles comme le Heiva i Tahiti. La valorisation du terme fenua : « terre », présente une dimension spirituelle, revêt de nouvelles significations et rejette les représentations touristiques lénifiantes. Le mouvement commence à se structurer autour de la figure d'Henri Hiro.
Henri Hiro est né à Moorea, le 1er janvier 1944. Il grandit à Punaauia dans une modeste famille parlant uniquement tahitien. Après des études de théologie en France métropolitaine, le jeune homme revient en Polynésie en décembre 1972 et travaille pour la Maison des jeunes et de la culture de Tipaerui à Papeete. Il en devient le directeur. En 1980, il dirige le département recherche et création de l’Office territorial d’action culturelle. Poète et dramaturge, cinéaste et libre penseur, il laisse une œuvre abondante et milite pour la reconnaissance du patrimoine culturel polynésien. Il commence à recueillir des traditions orales tahitiennes et encourage la jeunesse à écrire, chanter, s’exprimer.

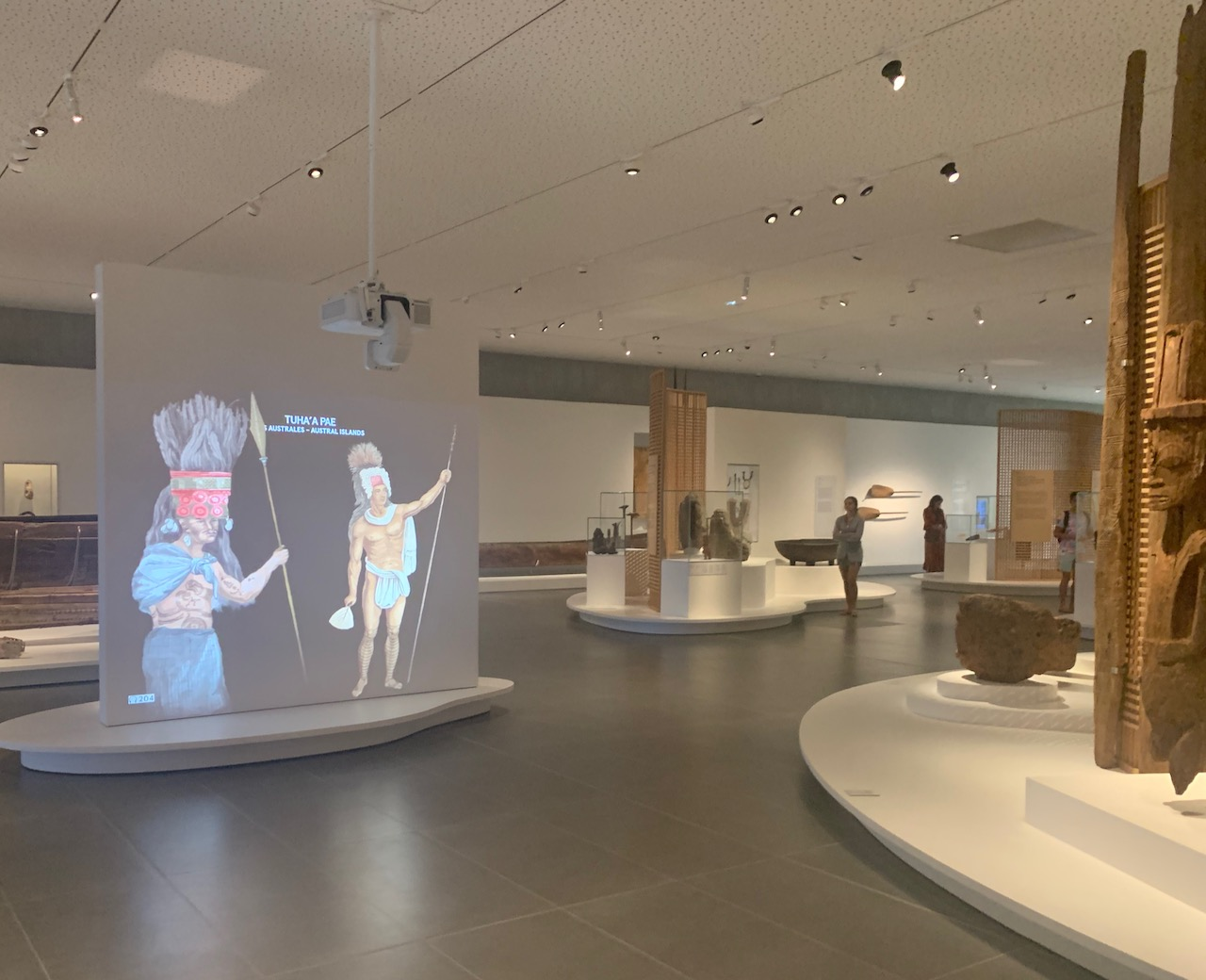
Te fare IaManaha, le Musée de Tahiti et des Îles relie patrimoine du passé, renaissance du présent et avenir de la culture polynésienne.

Lors des évènements de mai 1968, Henri Hiro s'intéresse alors aux questions identitaires, coloniales et environnementales. Pour dire non aux essais nucléaires en Polynésie, il utilise le mot d’ordre « si c’est inoffensif, pourquoi ne pas les faire en métropole ? » et décide de manifester, vêtu d’un simple paréo, tous les mercredis à Papeete. Ils ne sont qu’une petite poignée à défiler. Il est aussitôt jugé « subversif » et devient la cible d’une campagne pour le discréditer. Au fil du temps, d’autres militants les rejoignent comme Oscar Temaru ou des membres de Greenpeace. À la fin des années 1970, Henri Hiro prend la tête de l’association environnementale Ia ora te natura qui vote une motion proclamant son opposition aux essais nucléaires en Polynésie française. Il en est le président jusqu’en 1981.
Henri et sa compagne, Do Carlson, achètent, au milieu des années 1980, un terrain dans la vallée d’Arei sur l'île de Huahine. Ils veulent démontrer qu’il est possible de vivre en harmonie avec la nature et les traditions, en autosuffisance, pour diminuer la dépendance aux importations. Pendant quatre ans, il défriche, construit, plante. Henri Hiro reste une figure emblématique de la Polynésie française : considéré comme le « père fondateur » de la littérature, du cinéma et du théâtre polynésien contemporain, il représente la résistance identitaire et le renouveau culturel de son territoire. Peu de temps après l'installation définitive de la famille à Huahine, le 10 mars 1990, Henri Hiro meurt à 46 ans.
De par sa nature émergente, la renaissance culturelle polynésienne qui revalorise les espaces marginaux en Polynésie française, ne peut être approchée de manière quantitative. C’est à la suite de 135 entretiens menés à Rurutu, Tubuai, Nuku Hiva, Huahine, Wapu, Raiatea et dans les vallées tahitiens de la Punaruu, de l’Orofero et de la Papenoo, auprès d’un ensemble d’acteurs ayant fait le choix de venir s’installer, que ce mouvement peut être mis en évidence. Si elle n’est pas encore dominante ni visible dans les statistiques, la renaissance culturelle polynésienne commence à être perceptible depuis plusieurs années à travers l’attractivité croissante des espaces restés à l’écart du développement urbain de Tahiti et de la mise en tourisme massif de la Polynésie française. Elle est également perceptible à travers le renouveau culturel, la nostalgie du rural et des savoir-faire agricoles, le statut des terres et la réappropriation des marges.

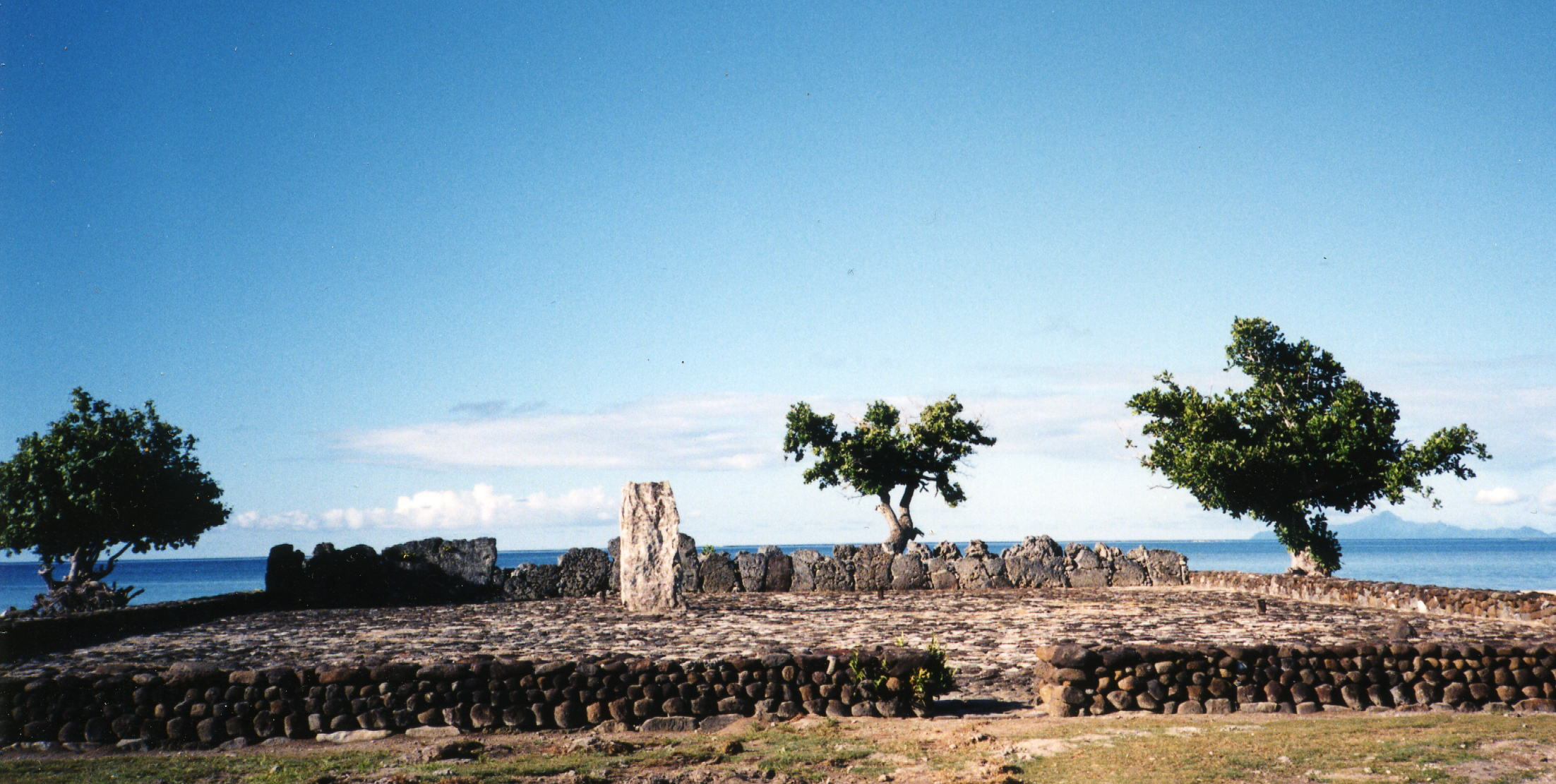
Le marae de Taputapuātea, haut-lieu symbolique de la renaissance culturelle en Polynésie française.

Le rejet du folklore touristique consumériste et aseptisé, ainsi que les interrogations relatives au mode de vie polynésien et à ses conséquences environnementales, sont au cœur du renouveau culturel de la Polynésie française depuis les années 1970, incarné par des auteurs comme Chantal Spitz, Flora Devatine ou Titaua Peu. Aux Marquises, où un évêque, Hervé Le Cléac'h surnommé Te ikimeiteaki a punatete, le « prince parlant du ciel » avait contribué à la sauvegarde du parler marquisien, s'est développé un mouvement culturel local, différent de l'identité mā’ohi tahitienne. Longtemps inféodée au centre d’expérimentation nucléaire du Pacifique, la Polynésie française rejoint aujourd’hui les autres pays d'Océanie qui ont initié de telles renaissances culturelles. La dénonciation unanime des inconvénients du nucléaire par les tenants du renouveau culturel pousse ses acteurs à inclure des considérations environnementales dans leur discours et à initier des actions géonomiques de terrain. À Tahiti, comme aux Marquises, la prise de distance par rapport au mode de vie moderne mondialisé se manifeste par un regain d’intérêt pour les traditions anciennes, plus respectueuses des ressources et de l’environnement, plus adaptées à la géographie locale, en accord avec des principes anciens de respect de la « Terre-Mère » nourricière.

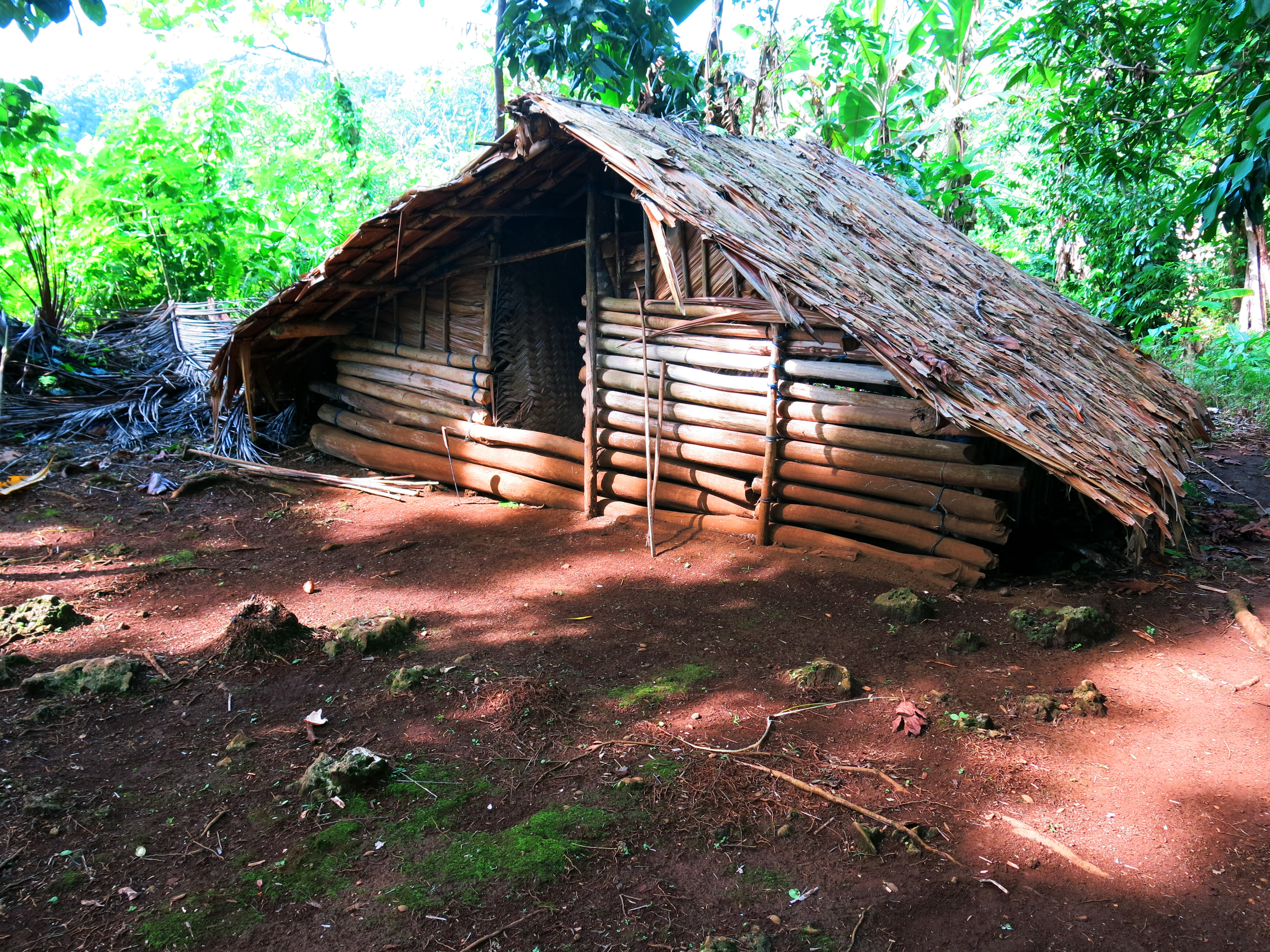
Garde-manger traditionnel pour stocker les rhizomes d'igname et de taro.

Les espaces marginaux sont valorisés dans ce processus, qu'ils soient des interstices de la bande littorale épargnés par la périurbanisation discontinue, ou des vallées et sur des plateaux escarpés à l’intérieur des terres, ou encore des îles périphériques de Polynésie française. Plusieurs acteurs majeurs du renouveau culturel ont ainsi fait le choix de quitter Papeete : c’est le cas de Chantal Spitz qui a rejoint un motu de Huahine, et de Heretu Tetahitupa qui a choisi la plage de Anaho à Nuku Hiva, accessibles uniquement à pied ou en bateau. Cette tendance à quitter l’urbain a fait l’objet d’une critique adressée par l’un des auteurs les plus emblématiques du renouveau culturel océanien, Albert Wendt, qui plaide pour une « ré-mā’ohisation » des identités urbaines dans le Pacifique.
Dans ces espaces marginaux, vallées ou îles secondaires, le travail de la terre prend une place importante dans le quotidien des habitants. L’installation, le retour ou encore la fréquentation régulière d’un territoire marginal va de pair avec le désir de revaloriser une terre familiale, un savoir-faire disparu de la famille. C’est ainsi que plusieurs activités agricoles ont vu le jour ces dernières années, fondées sur la reprise d’une activité familiale comme les exploitations de vanille à Tahaa et Huahine  par exemple ; de nouvelles activités tournées vers l’agriculture biologique, fédérées par l’association Bio Fetia à Raiatea ; ou encore des activités saisonnières de cueillette comme c’est le cas dans les vallées de Tahiti. Ces activités ne sont pas le fait uniquement de personnes de retour sur leurs terres ancestrales, mais également de métropolitains ou de Polynésiens à la recherche d’un nouveau cadre de vie plus respectueux de l’environnement et des hommes, loin du flux tendu urbain de Tahiti ou de la France métropolitaine, ou encore des animosités croisées de Wallis-et-Futuna et de la Nouvelle-Calédonie.
Par un effet miroir, la terre, dans ces espaces marginaux, se trouve chargée de significations à vocation spirituelle (religieuse ou non), divergente du matérialisme du centre mondialisé. Le terme fenua/henua régulièrement utilisé par les enquêtés, que l’on peut traduire a minima par « terre », « sol », synthétise ces significations variées : de plus en plus utilisé dans les discours environnementalistes, il se trouvait déjà au cœur du renouveau culturel dans les années 1970. Le réinvestissement des espaces marginaux en Polynésie française semble facilité par le contexte foncier spécifique de l’île : l’attractivité de Tahiti et notamment de Papeete tout au long du XXe siècle a été à l’origine de flux massifs en direction de l’île et de son agglomération sans que les terres abandonnées dans les vallées et les îles secondaires soient pour autant aliénées, l’indivision familiale rendant les ventes de terre difficiles ou impossibles. L’éloignement physique des terres situées dans des territoires marginaux s’est donc accompagné du maintien d’un lien, au moins virtuel, de propriété, avec ces espaces, facilitant plus tard le retour pour les populations autochtones. L'indivision limite pourtant la possibilité de réinvestir ces terrains : bon nombre d’enquêtés font état de conflits liés au statut de leurs terres familiales et passent plutôt par l’acquisition de surfaces. On se retrouve ici à la croisée des chemins entre nostalgie rurale, revalorisation de savoir-faire agricoles et renaissance culturelle autochtone, qui révèle la complexité et la diversité des situations et des démarches.